# Agartala
Agartala (bengali: আগরতলা Agortôla) är huvudstad i den indiska delstaten Tripura. Staden ligger vid floden Haora, vid gränsen mot Bangladesh. Folkmängden uppgår till lite mer än en halv miljon invånare. Agartala är centralort i distriktet West Tripura.  Staden har en flygplats, Agartala Airport.